# Jämtlandstriangeln
Jämtlandstriangeln är en vandringsled i Jämtlandsfjällen. Den går mellan de tre fjällstationerna Storulvån, Sylarna och Blåhammaren. Jämtlandstriangeln är en av fjällvärldens mest besöka vandringsleder. Leden nås med bilväg till Storulvån dit man kan åka både buss/taxi och bil. Hela turen är 47 kilometer och delas oftast upp på tre eller fyra dagar. Leden besöks både sommar och vinter, under vintern av skidåkare och sommartid av vandrare och cyklister. 
- Storulvån–Sylarna, 16 km
- Sylarna–Blåhammaren, 19 km
- Blåhammaren–Storulvån, 12 km